# Ponte San Nicolò
Ponte San Nicolò ist eine norditalienische Gemeinde (comune) mit 13.185 Einwohnern (Stand 31. Dezember 2023) in der Provinz Padua in Venetien. Die Gemeinde liegt etwa 5 Kilometer südwestlich von Padua am Bacchiglione.

## Persönlichkeiten
- Marco Galiazzo (* 1983), Bogenschütze und Olympiasieger (2004)
- Rossano Galtarossa (* 1972), früherer Kanute und Olympiasieger (2000)

## Verkehr
Die Autostrada A13 durchquert zwar das Gemeindegebiet, ein Anschluss besteht jedoch nicht. Die Strada Regionale 516 führt durch den Ort und die Ortsteile von Ponte San Nicolò Richtung Legnaro und Piove di Sacco zum Golf von Venedig.

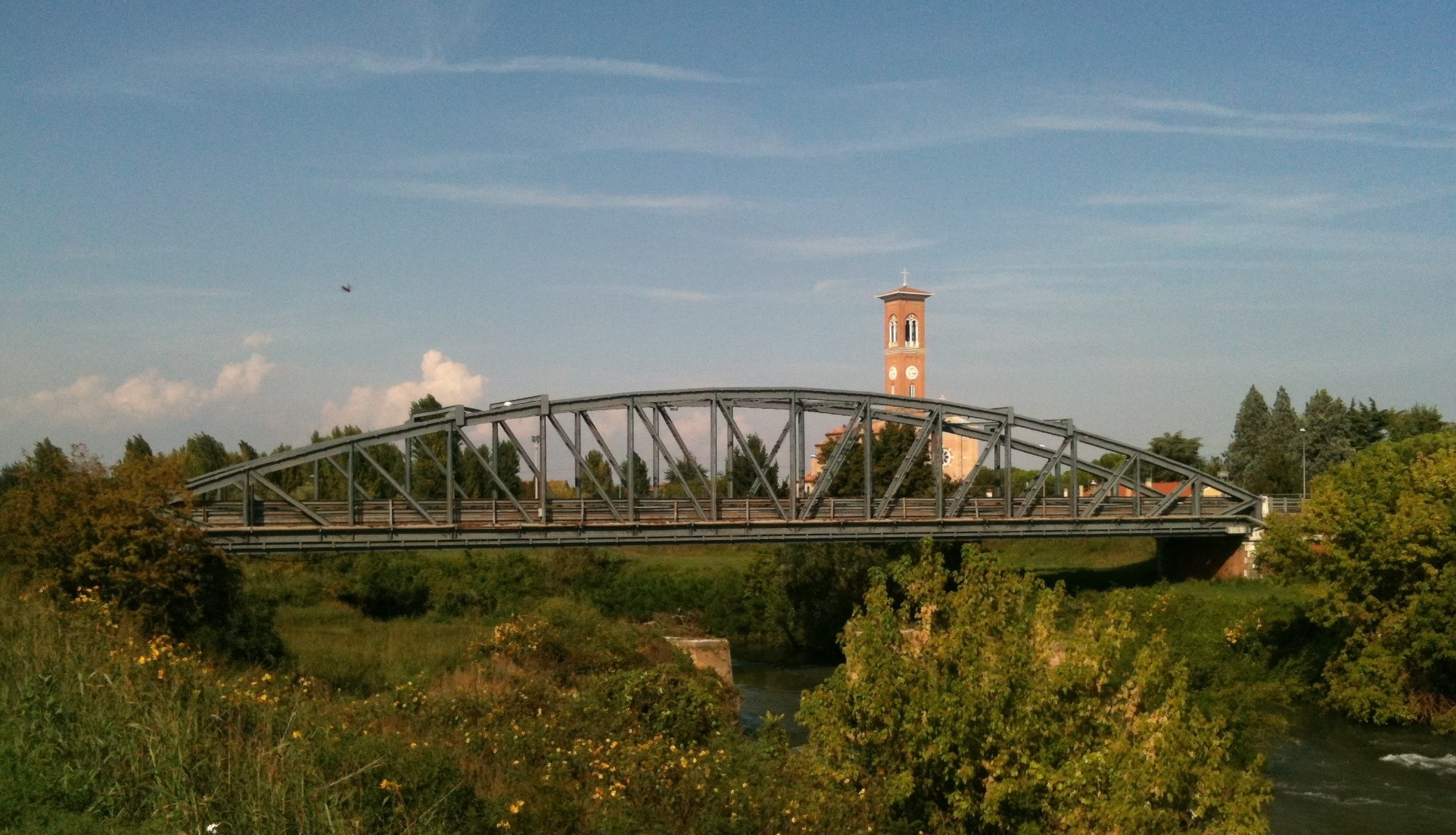
Die Brücke über die Roncajette